# Rata Blanca
I Rata Blanca sono una band heavy metal argentina fondata verso la metà degli anni ottanta.

## Storia del gruppo
Fondati dal chitarrista Walter Giardino, fecero due anni di gavetta prima del primo concerto importante avvenuto in un teatro di Buenos Aires.
Nel corso degli anni si sono evoluti integrando nel loro stile una maggior cura verso le melodie e della tecnica strumentale rispetto ai primi album.
Nell'ottobre 2009 esce The Forgotten Kingdom, in pratica El Reino Olvidado ricantato in inglese da Doogie White. I testi contengono argomenti che possono trattare l'amore, la vita stessa, la lotta fra il bene e il male coinvolgendo un ambiente medievale e contemporaneo. Fra i pezzi più noti abbiamo: "Mujer Amante", la neoclassicissima "La leyenda del Hada y el Mago", "Dias Duros", "Solo para amarte", "Guerrero del Arcoiris", "Aun estas en mis sueños", "Talisman", "La llave de la puerta secreta", "El reino olvidado", "Abrazando al rock'n'roll", "El sueño de la gitana" ecc.

## Stile ed influenze
Suonano un genere di heavy metal riconducibile al metal neoclassico, lo stesso Giardino si ispira ai massimi esponenti di questo genere, Ritchie Blackmore e Yngwie Malmsteen. Oltre che al chitarrista svedese sono stati influenzati da Deep Purple, Rainbow e Black Sabbath.
La band argentina presenta una struttura musicale molto simile se non uguale a quella dei Deep Purple, caratterizzata da lunghi e virtuosi i assoli di chitarra che possono durare persino da 2 a 6 minuti. Alla composizione della musica e testi ci pensa il leader Walter Giardino, ogni tanto contribuisce anche il cantante Adrian Barilari, Walter lavora sulle scale minori armoniche.

## Formazione
- Wálter Giardino - chitarra
- Adrián Barilari - voce
- Danilo Moschen - tastiera
- Fernando Scarcella - batteria
- Pablo Motyczak - basso

## Discografia

### Album studio
- Rata Blanca - 1988
- Magos, Espadas y Rosas - 1990
- Guerrero del Arco Iris - 1992
- El Libro Oculto - 1993
- Entre el cielo y el infierno - 1994
- Rata Blanca VII - 1997
- El camino del fuego - 2002
- La llave de la puerta secreta - 2005
- El reino olvidado - 21/08/2008
- The forgotten kingdom - 16/10/2009 (El reino olvidado registrato in inglese, con Doogie White alla voce)

### Live
- En vivo en Buenos Aires (con l'Orchestra de Cámara Solistas Bach) - 1996
- Poder vivo - 2003
- En vivo en Obras - 26/07/2003
- Teatro Gran Rex, invitado especial "Glenn Hughes" - 14/12/2003

### Raccolte
- Grandes Canciones - 2000